# Nikolaus Lüdinghusen
Nikolaus Lüdinghusen, auch Claus Lüdinghusen (* um 1470 vermutlich in Ahaus in Westfalen; † 1528 in Lübeck) war ein deutscher Kaufmann und Ratsherr der Hansestadt Lübeck.

## Leben
Der Kaufmann Nikolaus Lüdinghusen  entstammte einer wohl ursprünglich in Lüdinghausen ansässigen Familie. Er wanderte zusammen mit seinem Bruder Gos vor 1500 in Lübeck zu. Dort waren beide Mitglieder der Leonhards- und der Antoniusbuderschaft.
Nach dem Tod seines Geschäftspartners, des ebenfalls aus Ahaus stammenden, nicht nur im Kupferhandel erfolgreichen Kaufmanns Godart Wigerinck, 1518 führte zunächst dessen Testamentsvollstrecker und Nürnberger Teilhaber der Handelsgesellschaft, Jörg Baier d. J., die Geschäfte weiter. Mit Nikolaus Lüdinghusen und Godarts ältestem Sohn Johann Wigerinck gründete er sodann eine neue Handelsgesellschaft, die weiterhin mit Kupfer handelte und dabei enge Beziehungen zum Handelshaus Fugger in Augsburg und Nürnberg unterhielt, das ab 1525 von Anton Fugger geleitet wurde.
Zusammen mit Mathias Mulich lieh er dem dänischen König Christian II. über einen Diener Geld, das sie nach der Absetzung des Königs beschlagnahmten.
Nikolaus wurde 1527 in den Lübecker Rat erwählt. Sein Sohn Anton Lüdinghusen wurde 1562 zum Lübecker Bürgermeister bestimmt.
Er bewohnte das Haus Schüsselbuden 18 in zentraler Lage der Lübecker Altstadt, das vorher Hinrik Greverade, der Onkel von Adolf Greverade, besessen hatte.